# Gert Van Mol
Gert Madelaine Armand Maria Van Mol (ca. 1966) is een Belgisch media-ondernemer.

## Levensloop
Van Mol studeerde in 1990 af als licentiaat lichamelijke opvoeding aan de Katholieke Universiteit Leuven. In 1989/1990 was hij praeses van de studentenvereniging Apolloon.
In 1990 richtte hij The Publishing Company op, een bedrijf dat jongerenbladen uitgaf in Vlaanderen, zoals TEEK Magazine, Impact Magazine, PlayStation Magazine, Igloo Magazine, Sputnik Magazine en Banco, het jongerenmagazine voor KBC. Van Mol trad op als uitgever van onder andere het boek Oscar, Hollywoods held? (1995) van Ward Verrijcken, Priester van Vuur. Edward Poppe anders bekeken (1999) van Luc De Maere en Johannes XXIII, eenvoudig en nederig, een zalig man (2000) van Gunnar Riebs.
Begin 1999 verkocht Van Mol TEEK aan De Vrije Pers en later dat jaar werd The Publishing Company overgelaten aan Aminata, een dochteronderneming van het latere Think Media. De overnemer haalde het bedrijf leeg en werd veroordeeld tot het betalen van een aanzienlijke som aan Gert Van Mol en zijn broer. Bovendien werd de overnemer veroordeeld voor frauduleus faillissement. Enkele weken voor de overnemer naar de gevangenis moest gaan stapte hij uit het leven waardoor Van Mol en zijn broer de schadevergoeding nooit ontvingen.
Van 2002 tot 2011 werkte Van Mol voor The Wall Street Journal Europe. In 2011 werd hij ceo van de televisiezender Life!tv, tot hij die in mei 2013 onverwacht verliet en de zender werd overgenomen en ophield te bestaan. Tussen 2013 en 2015 was hij ceo van Skyview, een Amsterdams entertainmentbedrijf dat tijdens zijn directeurschap het reuzenrad op de pier van Scheveningen plaatste. In 2016 bevond het Waalse bedrijf foto.com zich in WCO-fase. Van Mol werd ceo van foto.com en haalde het bedrijf uit de WCO binnen de termijn van zes maanden die was opgelegd door de rechtbank van Nijvel.
In 2013 ontwikkelde Gert Van Mol voor de zender Life!tv het erotische kanaal Club 41 met Betty Owczarek als presentatrice. Elke nacht kregen kijkers tussen 22.30 en 6 uur erotische films te zien, terwijl ze voor harder pornografisch materiaal naar de website werden gestuurd. De zender ambieerde ook materiaal van eigen bodem te produceren. Nadat Van Mol Life!tv verliet, richtte hij in 2014 Godelina op, een pornosite en productiehuis dat seksfilms met Vlaamse acteurs aanbood, zoals S.O.S. Pik en Dagelijkse Worst.
In oktober 2017 ging Van Mol als adviseur sociale media aan de slag bij de politieke partij CD&V. In 2018 eiste de partij een schadevergoeding van 100.000 euro van Van Mol omdat hij CD&V schade zou hebben toegebracht door buitenlandse Facebook-likes in te kopen. De Nederlandstalige rechtbank van Brussel oordeelde dat er helemaal geen sprake was van de aankoop van buitenlandse likes en dat Van Mol de partij cd&v helemaal geen schade had toegebracht. In haar vonnis oordeelde de rechtbank dat als er schade zou zijn de politieke partij cd&v deze zelf had veroorzaakt. Van Mol werd over de hele lijn vrijgesproken.
In 2019 werd de opening van een Belgische frituur in de Chinese stad Guangzhou aangekondigd; het zou om een samenwerking met Luc Rijmenants gaan. In 2020 bleek dat de opening vertraging had opgelopen door de coronacrisis. Van Mol opende daarop een Belgische frituur in Budapest en participeerde in 14 hamburger tenten.
In 1994 schreef Van Mol het kortverhaal "De schuur". Hij won er de tweede prijs mee in de KULeuven literatuur wedstrijd.
In 1995 schreef Van Mol het kortverhaal 'De 40 Moeders", over 40 moeders die een horeca concept lanceren waarbij elk item op het menu één van hun namen draagt. In 2021 lanceerde Van Mol samen met één van zijn zonen het horeca-concept "De 40 Moeders" fysiek op de Melkmarkt in Antwerpen onder de kathedraal. Op 1 jaar tijd werd de winkel drie maal overvallen. Het fysieke punt werd opgezegd en de activiteit gaat tot op vandaag door als traiteurservice.
Gert Van Mol schreef tientallen artikels over porselein en wordt beschouwd als porseleinspecialist van vintage porselein uit de Lage Landen. Naar verluidt bezit Van Mol een van de grootste collecties porselein in Vlaanderen.

### Overname 'tScheldt
Eind 2018 werd Van Mol eigenaar van de satirische nieuwswebsite 'tScheldt, nadat de stichter Bert Murrath was overleden. Volgens het contract zou Groep G, de bvba van Gert Van Mol, het handelsfonds van de vzw ’t Scheldt hebben overgenomen voor 500 euro. Toen De Morgen dit in 2020 onthulde, stelde Van Mol dat hij geen hoofdredacteur was, maar enkel sociale media verzorgde.
In 2021 klaagde Open Vld-voorzitter Egbert Lachaert Van Mol aan omdat een artikel op 't Scheldt zijn privacy zou hebben geschonden, maar de klacht werd verworpen. Daarop dagvaardde Van Mol Lachaert voor inbreuk op het beroepsgeheim; zijn advocaten redeneerden dat Lachaert op 11 oktober 2021, de overgang van een parlementaire zitting op een andere, geen parlementaire onschendbaarheid genoot, maar de rechtbank volgde niet en verklaarde de klacht onontvankelijk. Van Mol ging hier tegen in beroep.
Op 17 maart 2023 veroordeelde de rechtbank in Antwerpen Van Mol tot een dwangsom van 10.000 euro per dag vanwege een artikel waarin hij de namen van de 18 beklaagden in het proces rond de dood van Sanda Dia had vrijgegeven op zijn website 't Scheldt.
Op 5 oktober 2023 trok Van Mol zelf naar de rechtbank: hij eiste dat het weekblad Humo uit de rekken zou gehaald worden naar aanleiding van een artikelreeks  waarin zijn rol bij 't Scheldt werd geschetst en waarbij de website "een vehikel voor politieke vendetta en persoonlijke rancune" werd genoemd.  De rechter verklaarde de eis van Gert Van Mol ongegrond.

### Rechtszaken
Op 23 mei 2021 vond een huiszoeking plaats bij Van Mol naar aanleiding van een onderzoek naar belaging, inbreuken op de telecomwetgeving en aanzetten tot haat naar aanleiding van de publicatie op 't Scheldt van artikelen over Zelfa Madhloum, woordvoerster van de politieke partij Open Vld. Het contract bewees dat Van Mol eigenaar is van de website. Hij werd op 25 juni 2021 in kort geding veroordeeld tot het verwijderen van de lasterlijke artikels alsook van alle verwijzingen op sociale media en zelfs nieuwe artikels. Volgens Pol Deltour van de Vlaamse Vereniging van Journalisten is de "beledigende" journalistiek van ’t Scheldt weliswaar (zeer) bedenkelijk maar op zich niet onwettig en leunt de rechterlijke uitspraak gevaarlijk dicht aan bij het uitdrukkelijk door de Belgische grondwet verboden preventieve censuur.
Op 27 februari 2024 werd Van Mol veroordeeld door de correctionele rechtbank Antwerpen, afdeling Mechelen, tot zes maanden cel met uitstel, 4.000 euro boete en een morele schadevergoeding van 2.500 euro voor een van die artikelen uit 2020, omdat het aanzette tot haat of geweld tegen Madhloum. De rechtbank achtte het ook bewezen dat Van Mol de feitelijke beheerder is van de website en de X- en Facebook-pagina's.
Gert Van Mol ging hiertegen in beroep en op 6 december 2024 vrijgesproken door het Hof van Beroep van Antwerpen. Het Hof oordeelde dat de vermelding "haar eigenlijke thuisland" in het artikel op zich niet volstond om boven iedere redelijke twijfel te kunnen vaststellen dat het publiceren van de tekst en de foto, waarop Madhloum te zien was met een zwarte chador, de bedoeling had om aan te zetten tot haat of geweld tegen Madhloum. Bovendien was de bewuste foto van Madhloum in Irak niet lukraak gekozen, maar sloot ze volgens het hof aan bij een gedeelte van de inhoud van het artikel over haar reis naar Irak. Het Hof motiveerde nog dat "niet elk kritisch of zelfs venijnig geschreven artikel, zelfs al is het provocerend en polariserend, noodzakelijkerwijs aanzetten tot haat impliceert. Bij afwezigheid van dit bijzonder opzet valt het artikel onder de vrijheid van meningsuiting".

Op 31 mei 2020 publiceerde 'tScheldt een artikel over de nieuwe woordvoerster van de Open Vld, Zelfa Madhloum. Zelfa Madhloum en haar man dagvaardden 'tScheldt en Gert Van Mol wegens laster. De rechtbank volgde Zelfa Madhloum in haar klacht. Op 2 februari 2024 werd Gert Van Mol door de rechtbank in Eerste Aanleg veroordeeld tot de gerechtskosten en de betaling van een schadevergoeding van 1500 euro. Van Mol ging in beroep. Op 28 juli 2025 keerde het Hof van Beroep het vonnis volledig in het voordeel van Gert Van Mol. Gert Van Mol werd over de hele lijn vrijgesproken. Zelfa Madhloum werd veroordeeld tot het terugbetalen van de schadevergoeding met interesten alsook van alle gerechtskosten. In een mijlpaalarrest omschreef de Voorzitter van de Rechtbank wat satire is, wat 'tScheldt is, hoever de vrijheid reikt van satire en wat de verhouding is tussen schade en satire. 
Het arrest luidt: "‘tScheldt is een satirisch tijdschrift dat uitgesproken en vaak op bijtende wijze het establishment op de korrel neemt en dat zich wentelt in het misprijzen van de gevestigde orde. Meer dan onderzoeksjournalistiek brengt het blad waardeoordelen en de redelijke lezer leest het blad ook op die manier. De redelijke lezer wil via het blad niet vernemen of het wenselijk is om met het bedrijf van Zelfa Madhloum te contracteren en wil evenmin zakelijk over het wereldgebeuren worden geïnformeerd. Hij leest het blad omdat hij een bepaalde groep mensen – de gevestigde politieke orde – op de hak wil zien nemen. De lezer heeft zelf al een mening over deze gevestigde orde en wil die in de artikelen bevestigd zien.
Het uitlachen en op de korrel nemen van figuren met macht – dat is satire – heeft in een politiek bestel een enorme meerwaarde omdat het zichzelf aanmeten van een onkreukbaar imago corrumperend werkt. Tegenover deze meerwaarde staat de te voorziene schade die beperkt is omdat de mening die de lezer doorgaans al had, in de satire bevestigd wordt terwijl de figuur die op de korrel wordt genomen vaak zal kunnen rekenen op de sympathie van de eigen achterban, op die manier zijn eigen imago kan profileren en doorgaans over de middelen beschikt om te reageren. Zelfs als er van schade sprake is, dan nog biedt satire een meerwaarde en is er niet ipso facto sprake van een fout (vgl.art.6.6.2 B.W. – temporeel niet van toepassing). Dit noopt tot het besluit dat journalistiek die satire brengt over een zeer ruime marge beschikt en dat de lat om tot onzorgvuldigheid te besluiten hoog moet worden gelegd. Wanneer satire een publiek figuur op de korrel neemt met betrekking tot een imago dat hij zelf publiek heeft gemaakt, moet tot nagenoeg onbeperkte marge worden besloten."
Het arrest zei ook over de artikelen in 'tScheldt: "De geviseerde artikelen geven blijk van goed vakmanschap".